# Sainerholz
Sainerholz is een plaats in de Duitse gemeente Ötzingen in de deelstaat Rijnland-Palts. Tot 20 maart 1971 was Sainerholz een zelfstandige gemeente. Het gehucht heeft (anno 2013) circa 400 inwoners.
Sainerholz ligt in het Westerwald, aan de voet van de Beulstein (480 meter) en ongeveer drie kilometer ten noorden van het dorp Ötzingen. Door het gehucht stroomt de Aubach, de voornaamste bovenloop van de Gelbach. Het gehucht heeft een kapel, die behoort tot de rooms-katholieke parochie Niederahr. De eerste vermelding van Sainerholz dateert uit het jaar 1363.